# U-95 (tàu ngầm Đức) (1940)
U-95 là một tàu ngầm tấn công  Lớp Type VII thuộc phân lớp Type VIIC được Hải quân Đức Quốc Xã chế tạo trong Chiến tranh Thế giới thứ hai. Nhập biên chế năm 1940, nó đã thực hiện được bảy chuyến tuần tra, đánh chìm được tám tàu buôn với tổng tải trọng 28.415 GRT, đồng thời gây hư hại cho bốn tàu buôn khác với tổng tải trọng 27.916 GRT. Trong chuyến tuần tra cuối cùng trong Địa Trung Hải, U-95 bị tàu ngầm Hà Lan HNLMS O 21 phóng ngư lôi đánh chìm về phía Tây Nam Almeriá, Tây Ban Nha vào ngày 28 tháng 11, 1941.

## Thiết kế và chế tạo

### Thiết kế

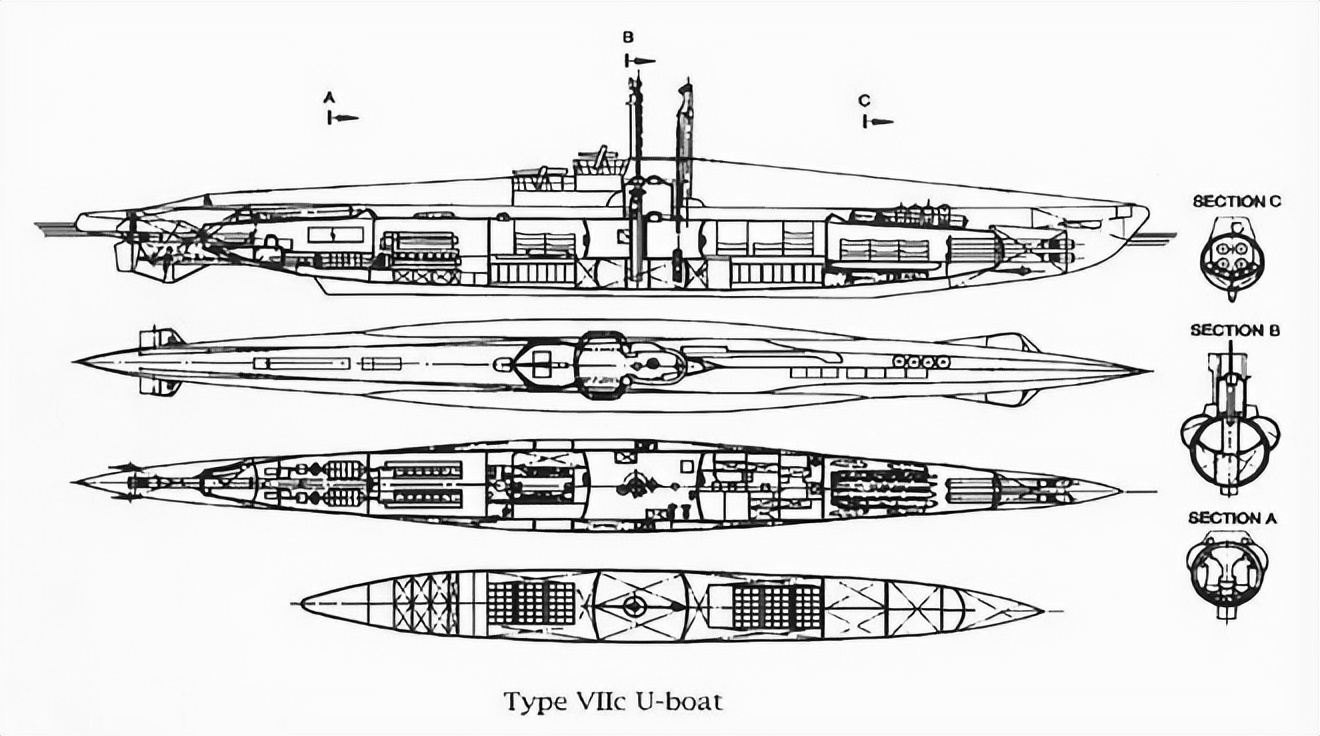
Sơ đồ các mặt cắt một tàu ngầm Type VIIC

Phân lớp VIIC của Tàu ngầm Type VII là một phiên bản VIIB được kéo dài thêm. Chúng có trọng lượng choán nước 769 t (757 tấn Anh) khi nổi và 871 t (857 tấn Anh) khi lặn). Con tàu có chiều dài chung 67,10 m (220 ft 2 in), lớp vỏ trong chịu áp lực dài 50,50 m (165 ft 8 in), mạn tàu rộng 6,20 m (20 ft 4 in), chiều cao 9,60 m (31 ft 6 in) và mớn nước 4,74 m (15 ft 7 in).
Chúng trang bị hai động cơ diesel Germaniawerft F46 siêu tăng áp 6-xy lanh 4 thì, tổng công suất 2.800–3.200 PS (2.100–2.400 kW; 2.800–3.200 bhp), dẫn động hai trục chân vịt đường kính 1,23 m (4,0 ft), cho phép đạt tốc độ tối đa 17,7 kn (32,8 km/h), và tầm hoạt động tối đa 8.500 nmi (15.700 km) khi đi tốc độ đường trường 10 kn (19 km/h). Khi đi ngầm dưới nước, chúng sử dụng hai động cơ/máy phát điện AEG GU 460/8–27  tổng công suất 750 PS (550 kW; 740 shp). Tốc độ tối đa khi lặn là 7,6 kn (14,1 km/h), và tầm hoạt động 80 nmi (150 km) ở tốc độ 4 kn (7,4 km/h). Con tàu có khả năng lặn sâu đến 230 m (750 ft).
Vũ khí trang bị có năm ống phóng ngư lôi 53,3 cm (21 in), bao gồm bốn ống trước mũi và một ống phía đuôi, và mang theo tổng cộng 14 quả ngư lôi, hoặc tối đa 22 quả thủy lôi TMA, hoặc 33 quả TMB. Tàu ngầm Type VIIC bố trí một hải pháo 8,8 cm SK C/35 cùng một pháo phòng không 2 cm (0,79 in) trên boong tàu. Thủy thủ đoàn bao gồm 4 sĩ quan và 40-56 thủy thủ.

### Chế tạo
U-95 được đặt hàng vào ngày 30 tháng 5, 1938, và được đặt lườn tại xưởng tàu của hãng Friedrich Krupp Germaniawerft tại Kiel vào ngày 16 tháng 9, 1939. Nó được hạ thủy vào ngày 18 tháng 7, 1940, và nhập biên chế cùng Hải quân Đức Quốc Xã vào ngày 31 tháng 8, 1940 dưới quyền chỉ huy của Hạm trưởng, Đại úy Hải quân Gerd Schreiber.

## Lịch sử hoạt động

### 1940

#### Chuyến tuần tra thứ nhất
U-95 xuất phát từ Kiel vào ngày 20 tháng 11, 1940 cho chuyến tuần tra đầu tiên trong chiến tranh. Nó tiến vào Bắc Hải, rồi băng qua khe GIUK giữa các quần đảo Shetland và Faroe để vòng qua quần đảo Anh và đi đến khu vực tuần tra trong Bắc Đại Tây Dương về phía Tây Scotland. Tại đây vào ngày 27 tháng 11, nó đã tấn công và đánh chìm tàu buôn Anh Irene Maria 1.862 GRT bị tách rời khỏi Đoàn tàu OB 248 ở vị trí khoảng 55 mi (89 km) về phía Tây Nam Rockall; rồi sang ngày hôm sau đã gây hư hại cho tàu buôn Na Uy Ringhorn 1.298 GRT, cũng bị tách rời khỏi Đoàn tàu OB 248, bằng hải pháo sau khi hai quả ngư lôi không trúng đích. Đến ngày 2 tháng 12, nó phóng bốn quả ngư lôi tấn công và gây hư hại cho tàu chở dầu Anh Conch 8.376 GRT, trước đó bị tách khỏi Đoàn tàu HX 90 và hư hại do trúng ngư lôi từ tàu ngầm U-47 ở vị trí khoảng 370 nmi (690 km) về phía Tây Bloody Foreland, Ireland. Một quả ngư lôi của U-95 đã trúng đích nhưng chưa đủ để đánh chìm Conch. U-95 kết thúc chuyến tuần tra và đi đến cảng Lorient bên bờ biển Đại Tây Dương của Pháp đã bị Đức chiếm đóng, đến nơi vào ngày 6 tháng 12.

#### Chuyến tuần tra thứ hai
Trong chuyến tuần tra thứ hai kéo dài từ ngày 16 tháng 12, 1940 đến ngày 14 tháng 1, 1941, cùng xuất phát và kết thúc tại cảng Lorient, U-95 hoạt động tại vùng biển Bắc Đại Tây Dương về phía Tây Scotland. Vào ngày 26 tháng 12, nó phóng ba quả ngư lôi tấn công chiếc tàu buôn Anh Waiotira 12.823 GRT ở vị trí khoảng 124 mi (200 km) về phía Tây Bắc Rockall. Tuy nhiên hai quả ngư lôi trúng đích chưa đủ để đánh chìm mục tiêu, và chiếc tàu ngầm phải bỏ đi sau khi ba tàu khu trục đối phương xuất hiện.

### 1941

#### Chuyến tuần tra thứ ba
Xuất phát từ cảng Lorient vào ngày 16 tháng 2, 1941 cho chuyến tuần tra thứ ba, U-95 hoạt động tại vùng biển Bắc Đại Tây Dương về phía Tây Bắc Scotland và Ireland. Nó đã tấn công Đoàn tàu OB 288 ở vị trí khoảng 240 mi (390 km) về phía Nam Iceland vào ngày 24 tháng 2, đánh chìm các tàu buôn Anh Cape Nelson 3.807 GRT  và Temple Moat 4.427 GRT  cùng tàu buôn Na Uy Svain Jarl 1.908 GRT. Đến ngày 2 tháng 3, nó tấn công và đánh chìm tàu buôn Anh Pacific 6.034 GRT vốn bị tách khỏi Đoàn tàu HX 109 ở vị trí khoảng 105 mi (169 km) về phía Bắc Rockall; rồi ba ngày sau đó, nó tiếp tục đánh chìm tàu buôn Thụy Điển Murjek 5.070 GRT về phía Tây Bắc Rockall. Kết thúc chuyến tuần tra, U-95 quay trở về cảng St. Nazaire cùng tại bờ biển Đại Tây Dương của Pháp vào ngày 19 tháng 3.

#### Chuyến tuần tra thứ tư
Xuất phát từ St. Nazaire vào ngày 12 tháng 4 cho chuyến tuần tra thứ tư, U-95 hoạt động tại vùng biển Bắc Đại Tây Dương về phía Nam Iceland. Vào ngày 3 tháng 5, nó đã tấn công và đánh chìm tàu buôn Na Uy Taranger 4.873 GRT ở vị trí khoảng 150 nmi (280 km) về phía Tây Nam Reykjavík, Iceland. U-95 kết thúc chuyến tuần tra và quay trở về cảng St. Nazaire vào ngày 13 tháng 5.

#### Chuyến tuần tra thứ năm
Trong chuyến tuần tra thứ năm kéo dài từ ngày 30 tháng 6 đến ngày 31 tháng 7, cùng xuất phát và kết thúc tại cảng St. Nazaire, U-95 hoạt động tại khu vực giữa Đại Tây Dương về phía Tây Nam Ireland. Vào ngày 20 tháng 7, ở vị trí về phía Tây vịnh Bantry, Ireland, nó phóng hai quả ngư lôi tấn công chiếc tàu buôn Anh Palma 5.419 GRT nhưng không trúng đích. Chiếc tàu ngầm trồi lên mặt nước và đấu pháo với tàu buôn đối phương trong mười một phút trước khi bỏ đi, ghi được ba phát trúng đích khiến Palma bị hư hại nhẹ.

#### Chuyến tuần tra thứ sáu
Xuất phát từ St. Nazaire vào ngày 21 tháng 8 cho chuyến tuần tra thứ sáu, U-95 tiếp tục hoạt động trong Đại Tây Dương về phía Tây Nam Ireland. Nó chỉ đánh chìm được chiếc tàu buôn Panama Trinidad 424 GRT bằng hải pháo ở vị trí khoảng 380 mi (610 km) về phía Tây Bắc mũi Finisterre, Tây Ban Nha vào ngày 6 tháng 9. Chiếc tàu ngầm kết thúc chuyến tuần tra và đi đến cảng Lorient, Pháp vào ngày 20 tháng 9.

#### Chuyến tuần tra thứ bảy - Bị mất
U-95 khởi hành từ cảng Lorient, Pháp vào ngày 19 tháng 11 cho chuyến tuần tra thứ bảy, cũng là chuyến cuối cùng. Nó vượt qua eo biển Gibraltar được Hải quân Hoàng gia Anh phòng thủ nghiêm ngặt để tiến vào Địa Trung Hải. Đến ngày 28 tháng 11, nó bị tàu ngầm]] Hà Lan HNLMS O 21 phóng ngư lôi đánh chìm về phía Tây Nam Almeriá, Tây Ban Nha, tại tọa độ 36°24′B 3°20′T / 36,4°B 3,333°T; 35 người trong số thành viên thủy thủ đoàn đã tử trận, và có 12 người sống sót bị bắt làm tù binh chiến tranh.

### "Bầy sói" tham gia
U-95 từng tham gia bảy bầy sói:
- Bosemüller (28 tháng 8 - 2 tháng 9, 1941)
- Seewolf (2 – 14 tháng 9, 1941)

### Tóm tắt chiến công
U-95 đã đánh chìm được tám tàu buôn với tổng tải trọng 28.415 GRT, đồng thời gây hư hại cho bốn tàu buôn khác với tổng tải trọng 27.916 GRT:
| Ngày              | Tên tàu     | Quốc tịch      | Tải trọng | Số phận      |
| ----------------- | ----------- | -------------- | --------- | ------------ |
| 27 tháng 11, 1940 | Irene Maria | United Kingdom | 1.862     | Bị đánh chìm |
| 28 tháng 11, 1940 | Ringhorn    | Norway         | 1.298     | Bị hư hại    |
| 2 tháng 12, 1940  | Conch       | United Kingdom | 8.376     | Bị hư hại    |
| 26 tháng 12, 1940 | Waiotira    | United Kingdom | 12.823    | Bị hư hại    |
| 24 tháng 2, 1941  | Cape Nelson | United Kingdom | 3.807     | Bị đánh chìm |
| 24 tháng 2, 1941  | Svein Jarl  | Norway         | 1.908     | Bị đánh chìm |
| 24 tháng 2, 1941  | Temple Moat | United Kingdom | 4.427     | Bị đánh chìm |
| 2 tháng 3, 1941   | Pacific     | United Kingdom | 6.034     | Bị đánh chìm |
| 5 tháng 3, 1941   | Murjek      | Sweden         | 5.070     | Bị đánh chìm |
| 3 tháng 5, 1941   | Taranger    | Norway         | 4.873     | Bị đánh chìm |
| 20 tháng 7, 1941  | Palma       | United Kingdom | 5.419     | Bị hư hại    |
| 6 tháng 9, 1941   | Trinidad    | Panama         | 434       | Bị đánh chìm |